# Babak
Babak Khorram Din (Perzisch: بابک خرمدين, leefde rond 795, volgens andere bronnen 798) was een leider van de Iraanse Khorramdinân, een vereniging van Perzische zoroastriërs die zich verzetten tegen de indringende moslims van het Abbasidische Kalifaat.
De bijnaam Babak, in het middel-Perzisch uitgesproken als Pâpak of  Pâpadg, betekent "vadertje". Een andere bekende Babak was de vader van de stichter van de Perzische dynastie van de Sassaniden, namelijk Babak vader van Ardashir (Ardashir-i Babakan). In zowel Iran als onder de Iraanse diaspora is Babak (huidige Perzische uitspraak: Bâbak) een veel voorkomende naam. Khorram Din staat voor "het goede geloof".

## Levensbeschrijving
Babak, oorspronkelijke naam onbekend, werd geboren in de huidige provincie Ardebil van Iran. Na de dood van zijn vader in zijn latere jeugd, werd hem de verantwoordelijkheid over zijn twee broers en moeder gegeven tijdens een traditionele zoroastrische ceremonie in een vuurtempel. Khorramdin had een bescheiden opleiding genoten, maar was volgens de legende de meest intelligente en loyale man van zijn tijd.
Op de leeftijd van 18 jaar vestigde hij zich in de stad Tabriz. In die tijd werd het noordwesten van Iran constant door het kalifaat van de Abbasiden aangevallen.
Babak werd in dienst genomen door de leider van de Khorram-Din, Javid (Perzisch voor "eeuwig", "onsterfelijk"). De oude Javid zag veel wilskracht en intelligentie in Babak. Babak sloot zich aan bij de Khorram-Dinbeweging in het Ghaleh ye Babak ("Babaks kasteel"), in de bergen van Arasbaran. Dit kasteel is nu een populaire toeristische attractie.
Zijn vaardigheden in de nieuwste vechttactieken en zijn kennis van geschiedenis en geografie versterkten zijn positie als hoofdcommandant tijdens de vroegere oorlogen tegen de Arabieren. Babak was een zeer spiritueel en geschoold persoon geworden, die zijn identiteit als zoroaster zeer waardeerde. Hij spande zich op ieder mogelijke manier in om redelijke politieke en culturele verhoudingen met het kalifaat tot stand te brengen door om met leiders zoals Afshin en Maziyar een verenigd front tegen de Arabische kalief te kunnen vormen.
De periode onder het leiderschap van Babak duurde rond 816-837. Uiteindelijk werden Babak, zijn vrouw en zijn loyale strijders na 23 jaar van bittere gevechten gedwongen hun commandopost (Ghaleh ye Babak) te verlaten. Hij werd uiteindelijk door Afshin verraden en aan de Abbasidische Kalief uitgeleverd.

## Executie
Zelden werd er in de Arabische wereld zo'n hoge prijs op zijn hoofd gezet. Hij kreeg dan ook de doodstraf. Tijdens de executie van Babak sneden de Arabieren van de kalief vooraf zijn benen en handen af. Volgens de legende spoelde Babak koelbloedig zijn gezicht met het bloed dat uit zijn wonden stroomde. Dit deed Babak, opdat men de bleke kleur van zijn gezicht niet zou zien, waaruit zou blijken dat hij bang was voor de dood.

## Nalatenschap
De strijd van de moslims tegen de zoroastriërs was een van de langdurigste en zwaarste oorlogen in de Arabische wereld. De prijs van de oorlog kwam dan ook hard aan bij de Iraniërs, bijna alle mensen die achter Babak stonden werden onthoofd. Alleen degenen die zich van Zarathustra tot Moslim bekeerde werden gespaard. Omdat velen trouw wilden blijven aan het zoroastrisme, besloten veel Perzen naar een veiligere oorden te vluchten, voornamelijk India. Dit is ook de reden waarom de meeste zoroastriërs tegenwoordig in India leven. Zij heten daar Parsi's, namelijk Perzen.
In 1979 werd een film gemaakt over het leven van Babak Khorram din. De film werd geproduceerd door Azerbeidzjanfilm, een Azerbeidzjaans productiebedrijf in de voormalige Sovjet-Unie. Er bestaat ook een balletvoorstelling over het verhaal van Babak.